# Enrico Papi
Enrico Papi (né à Rome le 3 juin 1965) est un présentateur de télévision italien.
Enrico Papi fait ses débuts sur la RAI à la fin des années 1980, puis au milieu des années 1990 il passe à Mediaset  et devient l'un des visages historiques d'Italia 1, pour laquelle il a présenté des programmes à succès tels que Sarabanda, Matricole & Meteore, La pupa e il secchione et La ruota della fortuna. Dans la seconde moitié des années 2000, il rejoint Sky Italia.

## Télévision

### Rai
- Fantastico bis (Rai 1, 1988-1990)
- Unomattina (Rai 1, 1990-1994)
- La Banda dello Zecchino (Rai 1, 1992)
- Unomattina Estate (Rai 1, 1992-1993)
- Fatti e misfatti (Rai 1, 1993)
- Chiacchiere (Rai 1, 1995)
- Chiacchiere di Enrico Papi (Rai 1, 1995-1996)
- 51º Festival della Canzone Italiana di Sanremo (Rai 1, 2001)
- Dopo il Festival tutti da me (Rai 1, 2001)

### Mediaset
- Papi quotidiani (Canale 5, 1996)
- Tutti in piazza (Canale 5, 1996)
- Verissimo (Canale 5, 1996-1997)
- Edizione straordinaria (Italia 1, 1997)
- Sarabanda (Italia 1, 1997-2004, 2017)
- Buona Domenica (Canale 5, 1997-1998)
- Regalo di Natale (Italia 1, 1997)
- Sapore d'estate (Canale 5, 1998)
- Predizioni (Italia 1, 1999)
- Beato tra le donne (Canale 5, 1999)
- Matricole (Italia 1, 2001)
- Il traditore (Italia 1, 2001)
- Anello debole (The Weakest Link) (Italia 1, 2001)
- Miss Universo Italia 2003 (Canale 5, 2002)
- Matricole & Meteore (Italia 1, 2002)
- Papirazzo (Italia 1, 2003-2004)
- ModaMare a Porto Cervo (Canale 5, 2003)
- 3, 2, 1 Baila (Italia 1, 2004)
- L'imbroglione (Canale 5, 2004)
- Il gioco dei 9 (Italia 1, 2004)
- Super Sarabanda (Italia 1, 2005)
- La pupa e il secchione (Italia 1, 2006)
- Distraction (Italia 1, 2007)
- Prendere o lasciare (Italia 1, 2007)
- La ruota della fortuna (Italia 1, 2007-2009)
- Batti le bionde (Italia 1, 2008)
- Jackpot - Fate il vostro gioco (Canale 5, 2008)
- Il colore dei soldi (Italia 1, 2009)
- La ruota della fortuna - Celebrity Edition (Italia 1, 2009-2010)
- CentoxCento (Italia 1, 2010)
- La pupa e il secchione - Il ritorno (Italia 1, 2010)
- Viva Las Vegas - Fate il vostro gioco (Italia 1, 2010)
- Trasformat (Italia 1, 2010-2011)
- Top One (Italia 1, 2013-2014)

### Sky
- Devinez mon âge - Indovina l'età ( TV8, 2017)
- Name That Tune - Indovina la canzone ( TV8, 2020)

## Filmographie

### Doublage
- Mulan, Mushu (1998)

### Acteur
- The Bold and the Beautiful, série TV (épisode 3214, 2000)
- Ravanello pallido (2001)
- Ambo (2015)

### Vidéoclip musicaux
- Tutto molto interessante (2016)
- Mooseca (2017)[3]